# Aces (Asturien)
Aces ist eines von 11 Parroquias in der Gemeinde Candamo der autonomen Region Asturien in Spanien.

Grullos, der Hauptort der Gemeinde ist 2 km entfernt.

## Sehenswertes
- Die Parroquia ist für seine Hórreos bekannt.
- Kirche Santiago

## Dörfer und Weiler der Parroquia
- Forna
- Reguero
- El Sucro
- El Pueblo
- Barredo.